# Louis-Christophe Zaleski-Zamenhof
Louis-Christophe Zaleski-Zamenhof (született Ludwik Zamenhof néven) (Varsó, 1925. január 23. – Antony, 2019. október 9. ) mérnök, eszperantista. PhD mérnök szárazföldi és tengeri építőiparban, különösen vasbeton szakterületen, L. L. Zamenhof unokája. Adam Zamenhof és Wanda Zamenhof fia, a személynevet, amelyet nagyapja, Ludwik Zamenhof, az eszperantó megalkotója tiszteletére kapta.

## Életútja
Gyermekkorát Varsóban töltötte. Eszperantóul nagynénjeitől Lidia Zamenhof és Zofia Zamenhof-tól tanult meg. Varsói lakása 1939-ben, bombatámadásban megsemmisült.
1940-ben került a varsói gettóba, 1942 után, hamis papírokkal, Krzysztof Zaleski néven élt tovább. A felszabadulás után megtartotta álnevét is, így lett Louis-Christophe Zaleski-Zamenhof. 1946–49-ben a Varsói Műszaki Egyetemen szerzett építőmérnöki diplomát, majd betontechnológiából doktorált. 1959-ben Párizsba költözött, Franciaországban és más országokban folytatta szakmai pályafutását, szárazföldi és tengeri épületeket épített. A párizsi Építészeti Főiskola és a Milánói Műszaki Egyetem oktatója volt. Számos cikket és könyvet publikált a szakterületéről. Miután 1993-ban nyugdíjba vonult, részt vett tudományos konferenciákon és kongresszusokon, köztük eszperantó kongresszusokon is. Ludwik Christopher Zaleski-Zamenhof 1949-ben feleségül vette Krystyna Tyszkát, aki két lányt szült: Hannát (1953) és Margaretet (1958). Van egy lány unokája, Clementine Zamenhof-Zaruski és egy fiú unokája, Pierre-Louis-Antoine Lebard.
Párizsban élt feleségével, Juliette-tel, aki Sekrecka néven született. Beszélt franciául, angolul és eszperantóul, de otthon csak lengyelül. Francia és lengyel állampolgárságú, Białystok díszpolgára.

## Fordítás
- Ez a szócikk részben vagy egészben  a   Louis-Christophe Zaleski-Zamenhof című eszperantó Wikipédia-szócikk ezen változatának fordításán alapul.  Az eredeti cikk szerkesztőit annak laptörténete sorolja fel. Ez a jelzés csupán a megfogalmazás eredetét és a szerzői jogokat jelzi, nem szolgál a cikkben szereplő információk forrásmegjelöléseként.